# Matthijs Naiveu

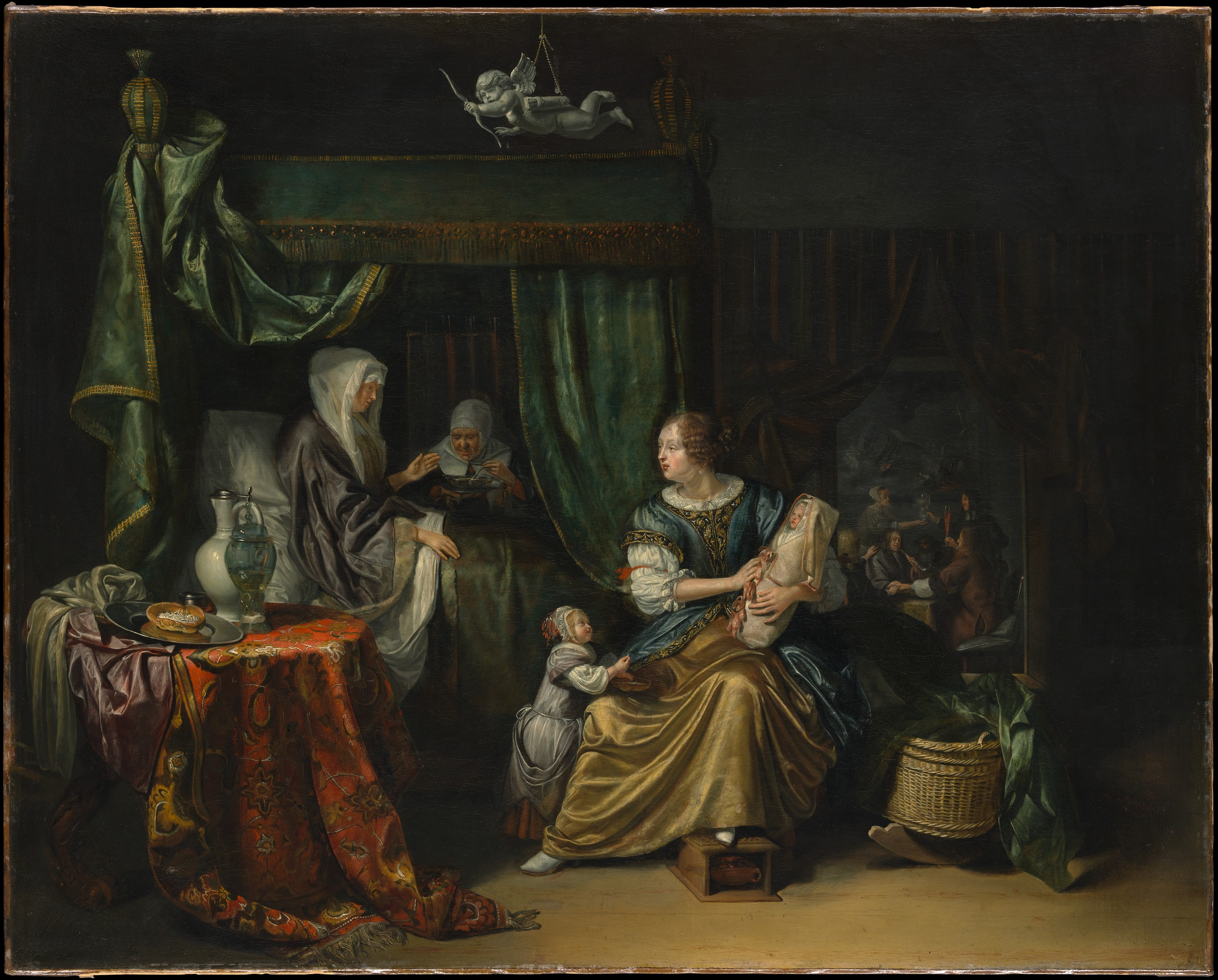
Matthijs Naiveu – Wizyta po narodzinach dziecka, 1675

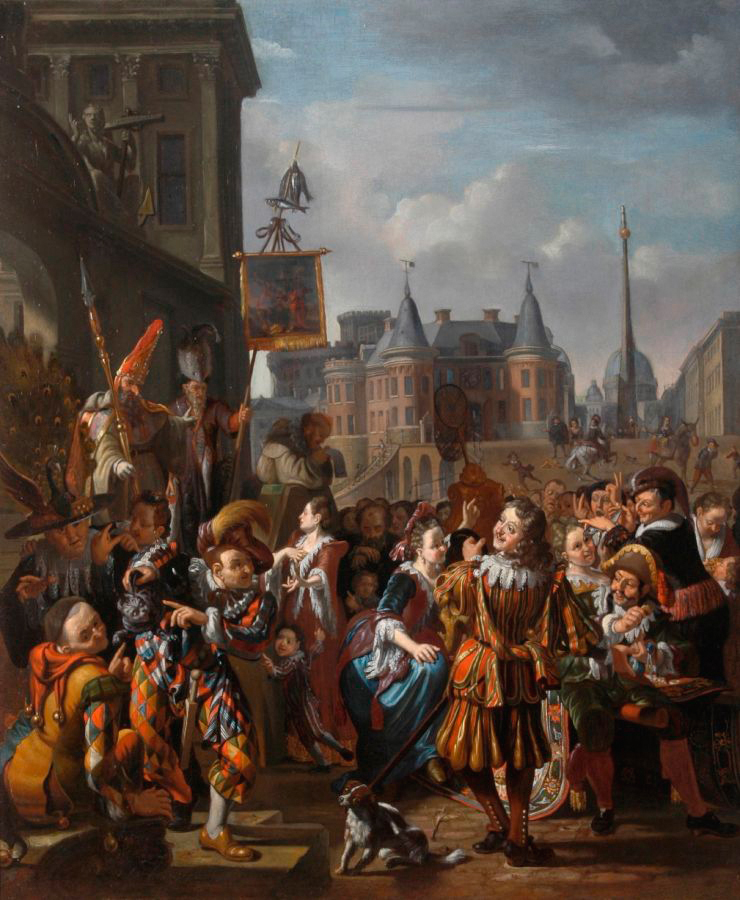
Matthijs Naiveu – Plenerowe przedstawienie teatralne, 1699

Matthijs Naiveu lub Neveu (ochrz. 16 kwietnia 1647 w Lejdzie, zm. 4 czerwca 1726 w Amsterdamie) – holenderski malarz okresu baroku.

## Życiorys
Był synem handlarza winem z Rotterdamu. Początkowo uczył się u Abrahama Toorenvlieta (ok. 1620–1692), lejdeńskiego rysownika i malarza na szkle. W latach 1667–1669 był uczniem Gerarda Dou. W 1671 wstąpił do gildii św. Łukasza w Lejdzie; w latach 1677–1679 był jej dziekanem. Następnie przeniósł się na stałe do Amsterdamu, gdzie później został mianowany kontrolerem chmielu w amsterdamskich browarach. Praca ta nie przeszkodziła mu w stworzeniu znacznej liczby obrazów, średnio jednego rocznie, co wynika z datowania jego dzieł.

## Twórczość
Specjalizował się w malarstwie rodzajowym. Początkowo malował pod wpływem Dou i jego uczniów Fransa van Mierisa (starszego) i Pietera van Slingelandta, stosując wyrafinowaną i dopracowaną technikę. Typowe tematy z tego okresu to kobiety zajęte domowymi pracami, bawiące się dzieci, osoby wychylające się z okien. W latach 70. XVII w. jego technika stała się mniej wyrafinowana, a paleta jaśniejsza. Sporadycznie też powracał do wcześniejszych tematów, w zamian zaczął przedstawiać sceny rzadkie w ówczesnym malarstwie holenderskim, jak sale porodowe (Wizyta po narodzinach dziecka, 1675), festyny uliczne, a zwłaszcza plenerowe sceny przedstawień teatralnych z udziałem arlekinów i innych postaci z komedii dell’arte – co sugeruje wpływ Jana Steena, a może też bambocciantich.
Poza scenami rodzajowymi Naiveu namalował też szereg portretów, kilka martwych natur oraz okazjonalne sceny biblijne, mitologiczne i alegorie.

## Dzieła
- Chłopczyk i dziewczynka puszczający bańki mydlane (po 1667) – Museum of Fine Arts w Bostonie
- Młoda kobieta z psem (1670) – Luwr, Paryż
- Wizyta po narodzinach dziecka (1675) – Metropolitan Museum of Art, Nowy Jork
- Portret mężczyzny we wnętrzu (1677) – kolekcja prywatna
- Św. Hieronim (1679) – Rijksmuseum, Amsterdam
- Portret Adriaena Alberdinga (1685–1695) – Muzeum Fransa Halsa, Haarlem
- Alegoria pokoju i dobrobytu (1688) – Museum De Lakenhal, Lejda
- Sklep z tkaninami (1709) – Museum De Lakenhal, Lejda
- Zabawa uliczna (1710) – kolekcja prywatna
- Poranek po zabawie (1710) – kolekcja prywatna
- Św. Hieronim – Państwowe Muzeum Sztuki w Kopenhadze
- Młoda kobieta z papugą (1715) – Amsterdam